# Länsrätten i Jämtlands län
Länsrätten i Jämtlands län var en svensk länsrätt vars jurisdiktion gällde i Jämtlands län, inrättad 1979 och avskaffad 2010 efter ett beslut av Sveriges riksdag om en omfattande förändring av förvaltningsdomstolarna.
Beslutet som trädde i kraft den 15 februari 2010 innebar att Länsrätten i Jämtlands län och Länsrätten i Västernorrlands län slogs samman till en domstol med placering i Härnösand och bytte namn till Förvaltningsrätten i Härnösand. 

## Domkrets
Länsrätten i Jämtlands läns domkrets omfattade de geografiska områdena Jämtlands län som består av Bergs kommun, Bräcke kommun, Härjedalens kommun, Krokoms kommun, Ragunda kommun, Strömsunds kommun, Åre kommun samt Östersunds kommun. 
Från den 15 februari 2010 tillhör domkretsen den nya Förvaltningsrätten i Härnösand.

## Övrigt
Länsrätten i Jämtlandslän hade sedan 2003 chef, lagman, samt administration och vissa kansliuppgifter, vaktmästeri med mera gemensamt med Östersunds tingsrätt.